# Rapenskårs lövskogar
Rapenskårs lövskogar är ett naturreservat i Skepplanda socken i Ale kommun i Västergötland.

## Beskrivning
Reservatet som hör till EU-nätverket Natura 2000 ligger intill Grönån. Området består av ädellövskog och är artrikt, exempelvis finns vårärt, tvåblad, underviol, mussellav och blek kraterlav. Ån är lekområde för grönålax och havsöring. Området som är omkring 41 hektar stort inrättades 2001 och förvaltas av Västkuststiftelsen.

## Bilder

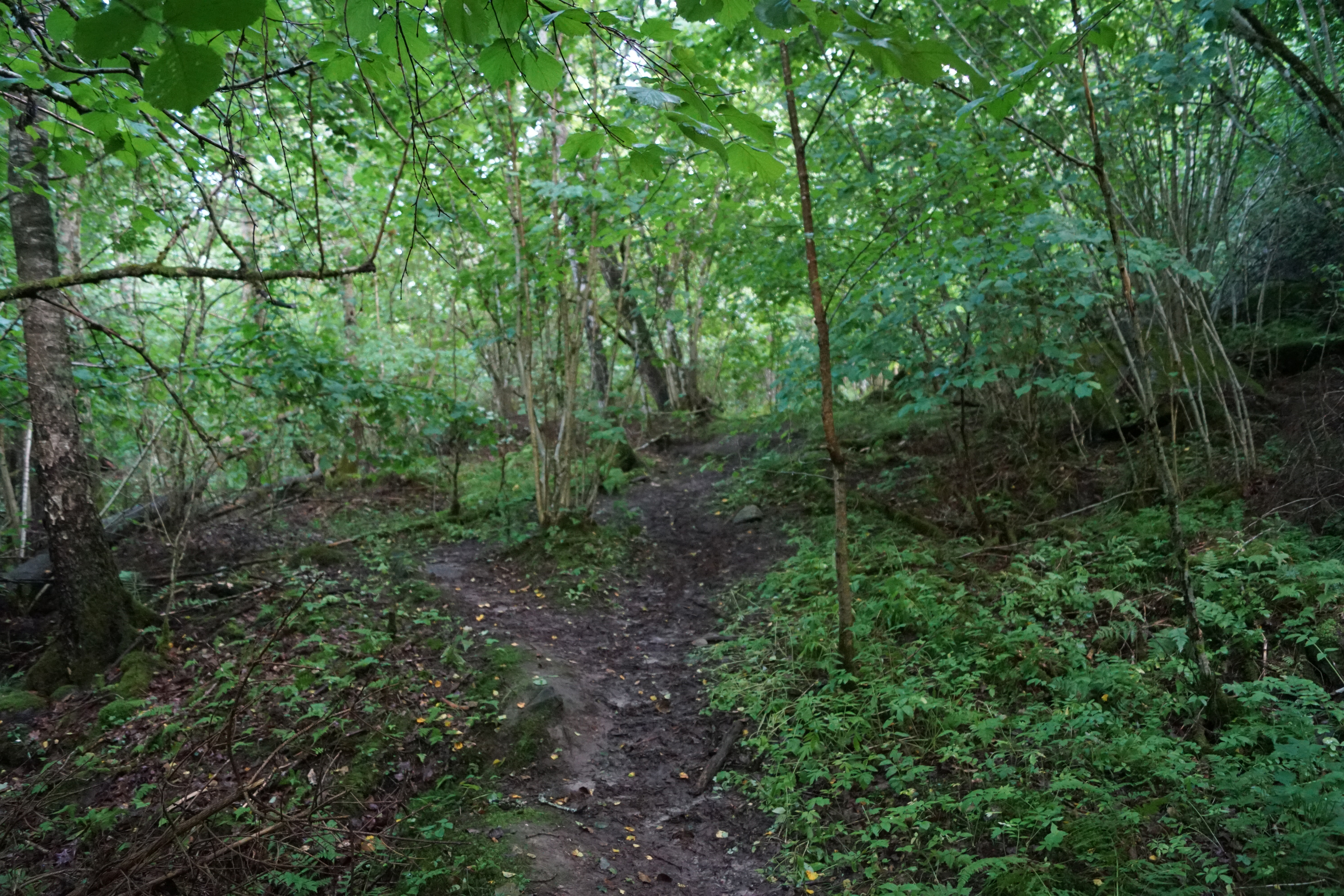
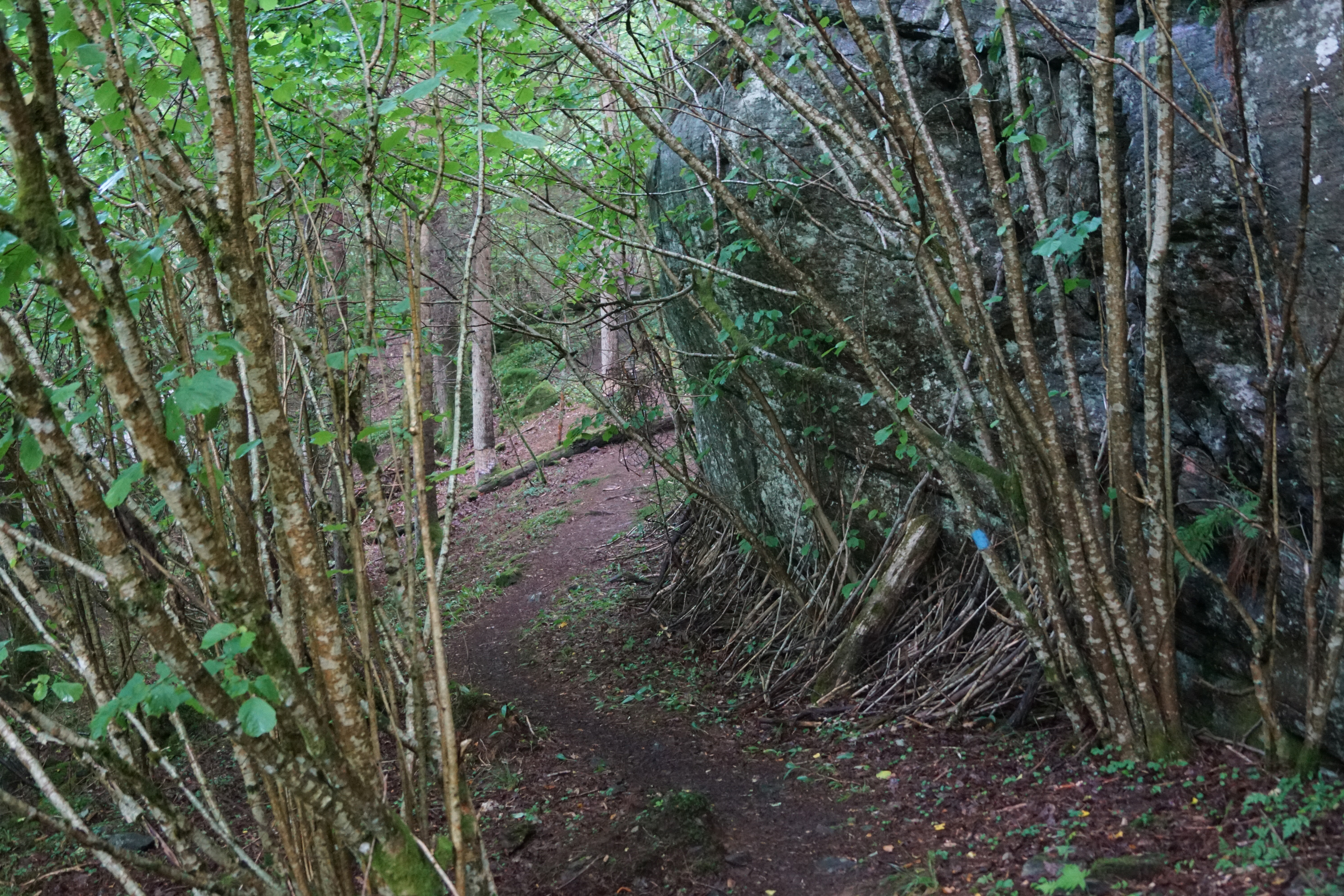